# Gmina Wodzierady
Die Gmina Wodzierady ist eine Landgemeinde im Powiat Łaski der Woiwodschaft Łódź in Polen. Sie hat etwa 3500 Einwohner und ihr Sitz ist das Dorf Wodzierady mit 400 Einwohnern.

## Geographie

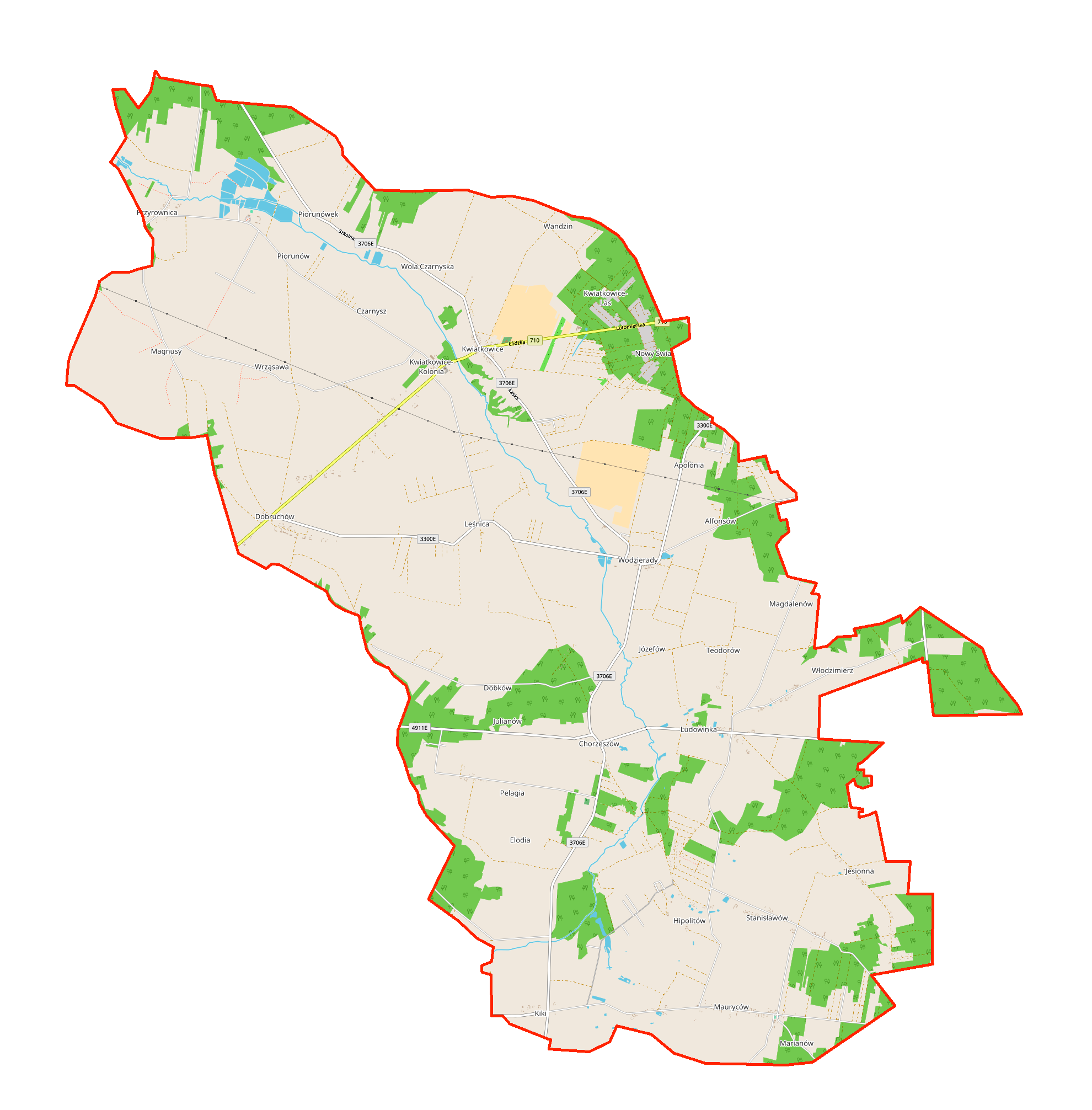
Karte der Gemeinde

Die Gemeinde liegt im Zentrum der Woiwodschaft. Die Kreisstadt Łask (deutsch Lask) liegt acht Kilometer südlich, Łódź (Lodz) etwa 17 Kilometer und Warschau 130 Kilometer nordöstlich. Nachbargemeinden sind im Powiat Pabianicki Lutomiersk im Norden und Nordosten, Pabianice im Osten und Dobroń im Südosten, im Powiat Łaski Łask im Südwesten, im Powiat Zduńskowolski Szadek im Westen sowie im Powiat Poddębicki Zadzim im Nordwesten. Die Gemeinde hat eine Fläche von 81,4 km², von der 76,9 Prozent land- und 15,6 Prozent forstwirtschaftlich genutzt werden. Ihr Gebiet ist mit 42 Einwohnern/km² dünn besiedelt. Die Pisia, ein linker Nebenfluss des Ner, durchzieht nahezu das gesamte Gemeindegebiet. Sie fließt größtenteils in einem natürlichen Bett und hat unbenannte, kurze Zuflüsse. Im Norden der Gemeinde befindet sich ein großer Komplex von Fischteichen mit einer Gesamtfläche von 37 Hektar.

## Geschichte
Während der deutschen Besetzung Polens im Zweiten Weltkrieg kam das Gemeindegebiet bis 1945 zum Landkreis Lask im Reichsgau Wartheland. Für kurze Zeit wurden die Orte umbenannt.
Die Landgemeinde Wodzierady wurde 1954 in Gromadas zerschlagen. Sie wurde zum 1. Januar 1973 im Powiat Łaski alten Zuschnitts in der ehemaligen Woiwodschaft Łódź wieder gebildet. Von 1975 bis 1998 gehörte die Gemeinde zur Woiwodschaft Sieradz. Der Powiat war in dieser Zeit aufgelöst. Die Landgemeinde kam 1999 an den Powiat Łaski der Woiwodschaft Łódź im gegenwärtigen Gebietszuschnitt. Wójt ist seit den Kommunalwahlen 2024 Łukasz Kukieła, der Renata Szafrańska folgte.

## Gliederung
Zur Landgemeinde (gmina wiejska) Wodzierady gehören die 21 folgenden Dörfer mit Schulzenamt (sołectwo), denen weitere Orte ohne Schulzenamt zugeordnet sind:
Chorzeszów
Czarnysz
Dobków
Dobruchów
Jesionna
Józefów
Kiki
Kwiatkowice
Leśnica
Magdalenów
Magnusy
Nowy Świat
Piorunów
Przyrownica
Stanisławów
Wandzin
Włodzimierz
Wodzierady
Wola Czarnyska
Wrząsawa
Zalesie
Das Dorf Hipolitów ist ein ehemaliges Schulzenamt. Kleinere Dörfer der Gemeinde sind den Schulzenämtern zugeordnet: Alfonsów, Apolonia, Elodia, Hipolitów, Julianów, Kwiatkowice-Kolonia, Kwiatkowice-Las, Ludowinka, Marianów, Mauryców, Pelagia, Piorunówek und Teodorów. Wohnplätze mit amtlicher Ortskennung SIMC sind: Adolfów, Dobruchów-Kolonia, Kazimierz, Piorunów-Kolonia, Wacków und Włodzimierzyk.

## Wirtschaft

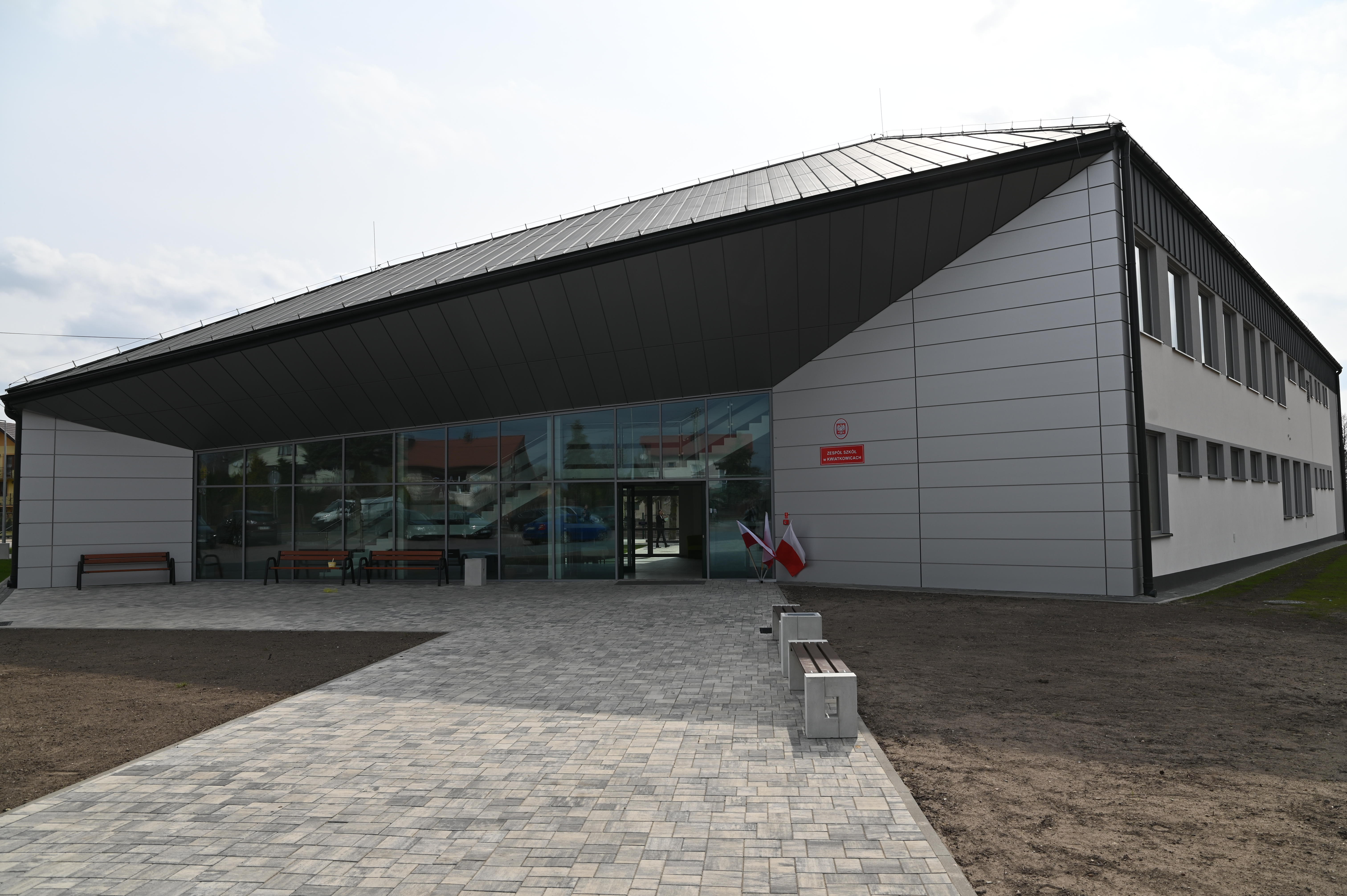
Schulzentrum in Kwiatkowice

Die Gemeinde verfügt über vielfältige Naturräume. Im Norden der Gemeinde überwiegen landwirtschaftlich günstige Böden. Sandböden werden größtenteils für die Forstwirtschaft genutzt. In der Gemeinde gibt es über 540 landwirtschaftliche Einzelbetriebe mit einer durchschnittlichen Fläche von 6,55 Hektar (ha). Die Ackerflächen umfassen 5041 ha, Obstgärten 50 ha, Wiesen und Weiden 1172 ha. In der Anbaustruktur nimmt Getreide den größten Flächenanteil ein (ca. 75 Prozent), daneben werden Wurzelgemüse (hauptsächlich Kartoffeln), Hülsengemüse, Erdbeeren und andere Pflanzen angebaut. In der Tierproduktion dominiert die Schweinehaltung mit 5433 Tieren, darunter 560 Muttersauen, zu den 2383 sonstigen Tieren zählen 1346 Milchkühe (Daten der Landwirtschaftszählung 2002).
Die vorherrschenden klimatischen Bedingungen gelten als sehr günstig. Saubere Luft macht das Gemeindegebiet für Erholung und Freizeit attraktiv. Infolgedessen hat sich der Tourismus deutlich entwickelt.

## Verkehr
Die Woiwodschaftsstraße DW710 führt von Łódź über Kwiatkowice und Szadek in die Stadt Warta. Daneben besteht ein Netz von Powiatstraßen. In Łódź wird die Autobahn A1 erreicht.
In der Gemeinde gibt es keine Bahnstationen. Fernbahnhöfe gibt es an der Łódź–Ostrów Wielkopolski  in Łódź, Pabianice und Łask.
Der nächste internationale Flughafen ist Łódź.